# Kalonymus ben Kalonymus
Kalonymus ben Kalonymus ben Meïr (* 1286 in Arles (?); † nach 1328) war ein provenzalischer jüdischer Autor und Übersetzer. Der Name ist die Gräzisierung des hebräischen Namens Shem Tov ben Shem Tov ben Meïr.
Der vermutlich in Arles geborene Kalonymus entstammte der angesehenen jüdischen Familie Kalonymus, er und sein Vater trugen den Titel Nasi. Er studierte in Salon-de-Provence Philosophie und rabbinische Literatur unter Astruc de Noves und Moses ben Solomon von Beaucaire. Ein Medizinstudium gilt ebenfalls als wahrscheinlich, obwohl er nicht als Arzt praktizierte. Er übersetzte bereits als Jugendlicher arabische Texte ins Hebräische.
Im Jahre 1314 kam er als Übersetzer an den Hof Königs Roberts von Anjou nach Avignon, wo er Übersetzungsarbeiten in Latein ausführte.
Er hielt sich in den Jahren um 1319 bis 1321 im Auftrage Roberts von Anjou in Rom auf, wo er in der dortigen jüdischen Gemeinde ein hohes Ansehen genoss. Vermutlich 1322 verließ er Rom aber wieder, trotz Protesten der Gemeinde. 1322 ist eine Reise nach Katalonien erwähnt. Die Datierung der Romreise ist nicht gesichert. Möglicherweise fand sie erst nach der Katalonienreise statt. Ein Hinweis darauf ist, dass Rom in Kalonymus' Hauptwerk Eben Bohan nicht erwähnt wird.
Nachdem er 1328 wieder in Arles erwähnt wurde verliert sich seine Spur.

## Werke
Neben zahlreichen Übersetzungen schrieb Kalonymus vier gesicherte eigene Werke auf Hebräisch, wobei auch eine größere Anzahl von Schriften ihm irrtümlich zugeschrieben wurden.
- Der Eben Bohan (Prüfstein), das als sein Hauptwerk gilt, thematisiert das moralische Leben. Es ist eine wichtige Quelle über das Leben der jüdischen Gemeinden im südlichen Frankreich im frühen 14. Jahrhundert. Das Werk entstand in den Jahren 1319 bis 1322. Das Buch wurde erstmals 1489 in Neapel veröffentlicht. Eine metrische Übersetzung ins Deutsche wurde (posthum) von Wolf A. Meisel veröffentlicht (Der Prüfstein (אבן בחן): Sittenspiegel des Kalonymos ben Kalonymos, mit einem Vorwort von Meyer Kayserling. Budapest 1878.)

- Sefer Melakim, eine Abhandlung über Arithmetik, Geometrie und Astrologie. Von diesem Werk ist lediglich ein Fragment erhalten. Aus dem Fragment geht hervor, dass Kalonymus es für einen „großen König“ (vermutlich Robert von Anjou) verfasst hatte.

- Masseket Purim, eine Parodie auf das Purimfest. Dieses während seines Aufenthalts in Rom geschaffene Werk folgt als Parodie dem Stil und der Sprache des Talmuds. Diese Art der Parodie fand zahlreiche Nachahmer.

- Eine auf Hebräisch verfasste Antwort auf die Bibelkritik Ḳundreṣim (Quinterniones) des En Bonafoux ibn Caspi.